# Татарський біфштекс

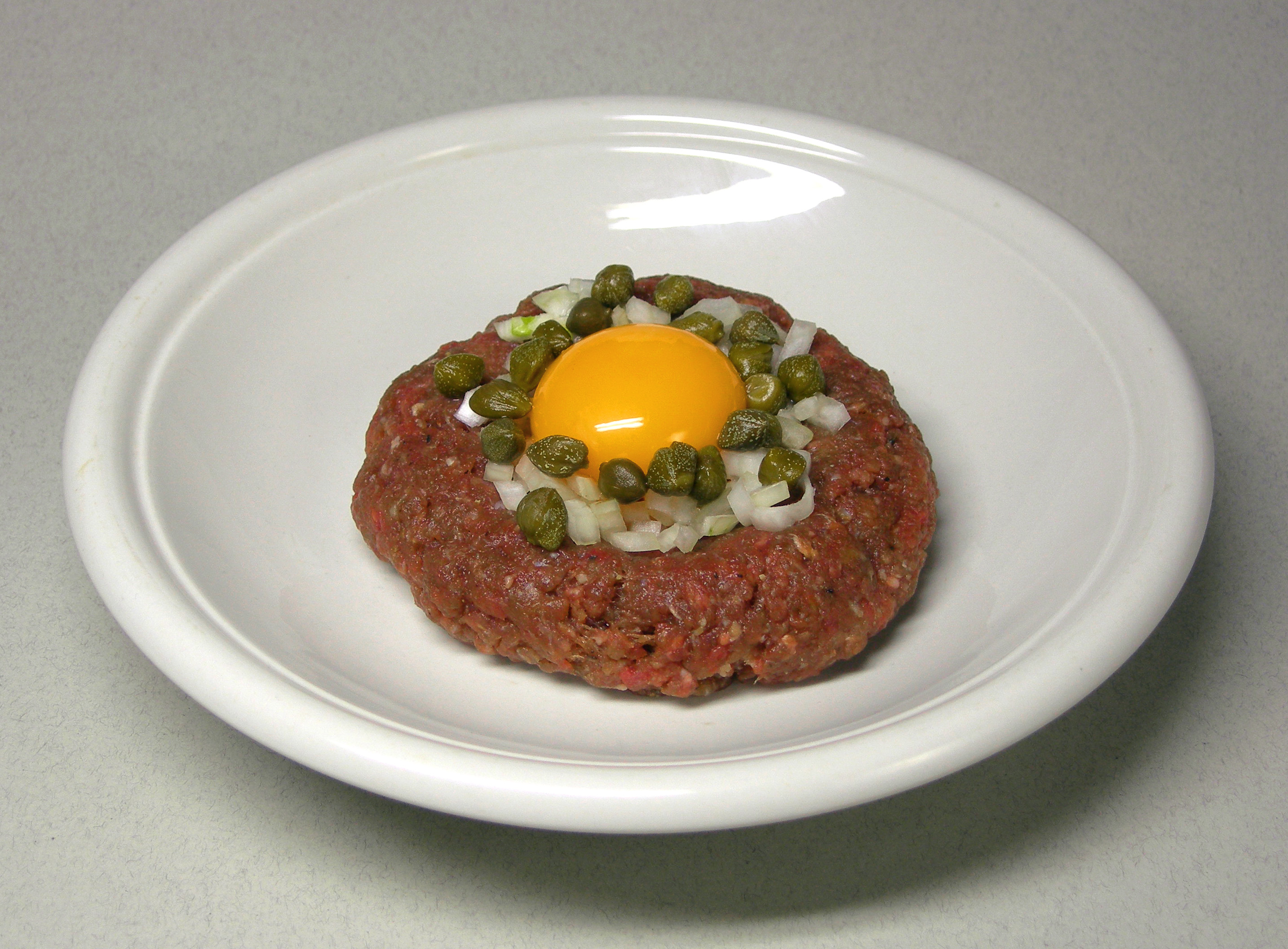
Сучасний татарський біфштекс

Татарський біфштекс (біфштекс по-татарськи, стейк тартар) — страва з в'яленої конини, а також однойменна сучасна страва з сирого м'яса.

## Історія
В Європу відомості про татарський біфштекс привіз французький військовий інженер-картограф Гійом де Боплан, який в середині XVII століття довгий час трудився на території Речі Посполитої на польській службі. Згідно з його спостереженнями за козаками війська запорозького, козаки вирізали міцні шматки кінського філе товщиною 1 — 2 пальця і сильно посолити з одного боку, щоб викликати інтенсивне виділення крові, вкладали їх під сідла на спини своїх коней; після двох годин їзди м'ясо знімалося, видалялася кривава піна з одного боку, і всі операції повторювалися з другим боком філе, після чого татарський біфштекс вважався готовим до вживання.
Стейк тартар не пов'язаний з татарською кухнею.
У наш час татарський біфштекс, який став інтернаціональною стравою, готується з рубленого м'яса (не обов'язково з конини, в основному з яловичини).